# 烽火里革命博物館
烽火里革命博物館位於朝鮮平壤市西北郊區江東郡烽火里，是朝鮮民族英雄、金日成的父亲金亨稷先生的活動足跡。

## 历史
在2003年7月，金亨稷先生誕辰110週年的時候建館。總建築面積2,000平方米，設有11個陳列室和學術研究室、綜合講解室等。前院有金亨稷先生的銅像和革命事跡碑：『永遠傳頌吧，歷史之地』。
輕軌的「江東合作社車站」(Kangdong Township Station) 可到達這裡。鄰近的名勝還有朝鮮民族的始祖「檀君墓」(Tomb of King Tangun) 。